# Filmografia de George Lucas

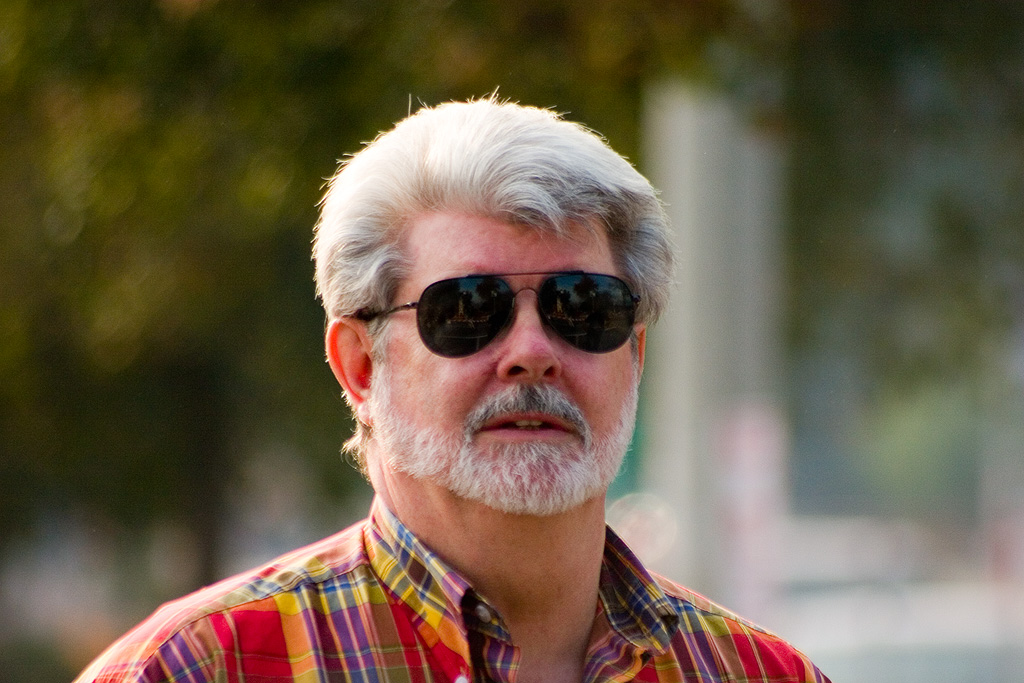
O diretor George Lucas, criador de Star Wars e Indiana Jones.

Esta é a filmografia de George Walton Lucas, Jr., um diretor, produtor, roteirista e ator estadunidense, amplamente conhecido por desenvolver as franquias Star Wars e Indiana Jones.
Lucas iniciou sua carreira dirigindo curta-metragens quando ainda estudante de cinema na Universidade do Sul da Califórnia, entre os quais Fareheit e Electronic Labyrinth, em 1966 e 1967, respectivamente. Este último deu origem ao longa-metragem intitulado THX 1138, lançado em 1971 e vencedor do Festival de Cinema Estudantil. Em 1973, dirigiu a comédia dramática American Graffiti, que recebeu cinco indicações aos Prêmios da Academia - sendo as de Melhor Diretor e Melhor Roteiro Original para Lucas.
No biênio 1973-1974, Lucas dedicou-se exclusivamente a produzir o roteiro de sua próxima produção, uma fantasia de temática espacial chamada previamente de The Star Wars. O primeiro filme, Star Wars, viria a ser lançado em 1977 para tornar-se uma mais maiores produções cinematográficas dos anos 1970 e o primeiro título de uma das mais bem-sucedidas franquias de toda a história. O filme, muito bem aceito pela crítica e pelo público, arrecadou mais de 775 milhões de dólares em bilheterias mundialmente. O sucesso comercial do filme levou à produção de mais duas sequências: The Empire Strikes Back (em 1980) e Return of the Jedi (em 1983) – compondo a "Trilogia Original" da saga. Em seguida, Lucas envolveu-se na concepção e produção de Indiana Jones, cujo primeiro filme, Raiders of the Lost Ark, foi dirigido por Steven Spielberg e lançado em 1981. Spielberg acabaria por se tornar o principal colaborador de Lucas no cinema. O sucesso comercial e de crítica levou à produção de duas sequências: Indiana Jones and the Temple of Doom e Indiana Jones and the Last Crusade.
Em 1999, Lucas retomou a saga Star Wars, com a produção de The Phantom Menace (que viria a ser o quarto título da série considerando a ordem cronológica). O filme arrecadou mais de 1 bilhão de dólares em bilheterias mundialmente, apesar de críticas mistas antes de seu lançamento. Em seguida, foram lançados Attack of the Clones e Revenge of the Sith, respectivamente em 2002 e 2005, finalizando a chamada "Trilogia Prequela". Em 2009, a franquia Indiana Jones teve uma nova sequência com Indiana Jones and the Kingdom of the Crystal Skull. Em 2012, Lucas retornou como roteirista, na produção de Red Tails. Em 2015, escreveu e produziu a animação Strange Magic.
No ano de 2015, a saga Star Wars foi retomada, porém sem contar com Lucas na equipe. Star Wars: The Force Awakens foi dirigido por J. J. Abrams, sendo o primeiro de uma nova trilogia dentro do mesmo Universo Star Wars. O filme foi produzido de acordo com o enredo concebido por George Lucas e, posteriormente, passado à Walt Disney Studios, após aquisição da Lucasfilm em 2012.

## Filmografia

### Cinema
| Ano  | Título                                             | Papel   | Papel      | Papel    | Papel |
| Ano  | Título                                             | Diretor | Roteirista | Produtor | Ator  |
| ---- | -------------------------------------------------- | ------- | ---------- | -------- | ----- |
| 1965 | The Bus                                            |         |            |          |       |
| 1966 | Grand Prix                                         |         |            |          |       |
| 1968 | Finian's Rainbow                                   |         |            |          |       |
| 1968 | Journey to the Pacific                             |         |            |          |       |
| 1969 | The Rain People                                    |         |            | Sim      |       |
| 1969 | Mackenna's Gold                                    |         |            |          |       |
| 1970 | Gimme Shelter                                      |         |            |          |       |
| 1971 | THX 1138                                           | Sim     | Sim        |          |       |
| 1972 | The Godfather                                      |         |            |          |       |
| 1973 | Loucuras de Verão                                  | Sim     | Sim        |          |       |
| 1977 | Star Wars: Episódio IV - Uma Nova Esperança        | Sim     | Sim        | Sim      |       |
| 1979 | Apocalypse Now                                     |         |            |          |       |
| 1979 | More American Graffiti                             |         |            | Sim      |       |
| 1980 | Kagemusha                                          |         |            | Sim      |       |
| 1980 | Star Wars: Episódio V - O Império Contra-Ataca     |         | Sim        | Sim      |       |
| 1981 | Body Heat                                          |         |            | Sim      |       |
| 1981 | Indiana Jones e Os Caçadores da Arca Perdida       |         | Sim        | Sim      |       |
| 1983 | Star Wars: Episódio VI - O Retorno de Jedi         |         | Sim        | Sim      |       |
| 1983 | Twice Upon a Time                                  |         |            | Sim      |       |
| 1984 | Indiana Jones and the Temple of Doom               |         | Sim        | Sim      | Sim   |
| 1985 | Latino                                             |         |            | Sim      |       |
| 1985 | Mishima: A Life in Four Chapters                   |         |            | Sim      |       |
| 1986 | Howard the Duck                                    |         |            | Sim      |       |
| 1986 | Labyrinth                                          |         |            | Sim      |       |
| 1988 | Powaqqatsi                                         |         |            | Sim      |       |
| 1988 | Willow                                             |         | Sim        | Sim      |       |
| 1988 | Tucker: The Man and His Dream                      |         |            | Sim      |       |
| 1988 | The Land Before Time                               |         |            | Sim      |       |
| 1989 | Indiana Jones and the Last Crusade                 |         | Sim        | Sim      |       |
| 1991 | Hook - A Volta do Capitão Gancho                   |         |            |          | Sim   |
| 1993 | Jurassic Park: O Parque dos Dinossauros            |         |            |          |       |
| 1994 | Beverly Hills Cop III                              |         |            |          | Sim   |
| 1994 | Radioland Murders                                  |         | Sim        | Sim      |       |
| 1997 | MIB - Homens de Preto                              |         |            |          | Sim   |
| 1999 | Star Wars: Episódio I - A Ameaça Fantasma          | Sim     | Sim        | Sim      |       |
| 2002 | Star Wars: Episódio II - Ataque dos Clones         | Sim     | Sim        | Sim      |       |
| 2005 | Star Wars: Episódio III - A Vingança dos Sith      | Sim     | Sim        | Sim      | Sim   |
| 2008 | Indiana Jones and the Kingdom of the Crystal Skull |         | Sim        | Sim      |       |
| 2008 | Star Wars: A Guerra dos Clones                     |         | Sim        | Sim      |       |
| 2010 | The Nina Foch Course for Filmmakers and Actors     |         |            | Sim      |       |
| 2011 | Manifest Destiny                                   |         |            | Sim      |       |
| 2012 | Double Victory: The Tuskegee Airmen at War         |         |            | Sim      |       |
| 2012 | Red Tails                                          |         | Sim        | Sim      |       |
| 2015 | Strange Magic                                      |         | Sim        | Sim      |       |
| 2015 | Star Wars: Episódio VII - O Despertar da Força     |         |            |          |       |
| 2019 | Indiana Jones 5                                    |         |            | Sim      |       |

### Televisão
| Ano       | Título                                   | Papel   | Papel    | Papel      | Papel |
| Ano       | Título                                   | Diretor | Produtor | Roteirista | Ator  |
| --------- | ---------------------------------------- | ------- | -------- | ---------- | ----- |
| 1978      | The Star Wars Holiday Special            |         |          | Sim        |       |
| 1984      | Caravan of Courage: An Ewok Adventure    |         | Sim      | Sim        |       |
| 1985      | Ewoks: The Battle for Endor              |         | Sim      | Sim        |       |
| 1985      | Sesame Street Presents: Follow that Bird |         |          |            | Sim   |
| 1985-1986 | Star Wars: Ewoks                         |         | Sim      |            |       |
| 1985-1986 | Star Wars: Droids                        |         | Sim      |            |       |
| 1986      | Inside the Labyrinth                     |         | Sim      |            |       |
| 1992-1996 | The Young Indiana Jones Chronicles       |         | Sim      | Sim        |       |
| 2003      | Just Shoot Me                            |         |          |            | Sim   |
| 2003-2005 | Star Wars: Clone Wars                    |         | Sim      |            |       |
| 2005      | The O.C.                                 |         |          |            | Sim   |
| 2007      | Robot Chicken: Star Wars                 |         |          |            | Sim   |
| 2008-2014 | Star Wars: The Clone Wars                |         | Sim      | Sim        |       |